# ガイナックス電波
『ガイナックス電波』（ガイナックスでんぱ）は、2010年7月10日から2013年9月28日まで、ラジオ大阪（OBC）、文化放送、DARAZコミュニティ放送（DARAZ FM、2013年4月以降）で放送されたラジオ番組である。スポンサーであるガイナックスのアニメ情報などを提供していた。OBCが制作する、1314 V-STATIONの番組のひとつ。

## 概要
『ラヂオ天元突破グレンラガン』の後番組として放送。『アベノ橋魔法☆商店街』の朝比奈あるみ役などでガイナックス作品に出演する松岡由貴がメインパーソナリティーを務め、毎回ゲストパーソナリティーを迎える形を取った。ほかに武田康廣（のーてんき武田・ガイナックス取締役統括本部長）、ゆんぴょう（ガイナックス社員）がレギュラー出演。松岡がパーソナリティーの1人だった『ラジオアベノ橋魔法☆商店街』（2002年 - 2005年）のスタイルを色濃く引き継ぎ、『ラヂオ天元突破グレンラガン』に続いて武田とゆんぴょうによる番組内CMコーナーが設けられていた。
第15回（2010年10月16日放送）でリニューアルが行われ、松岡とともに『ラジオアベノ橋魔法☆商店街』パーソナリティーだったサエキトモがレギュラーパーソナリティーに加わった。サエキにとっては活動再開後初のレギュラーとなった。

## 出演者
- 松岡由貴 : メインパーソナリティー
- サエキトモ :  第5回（2010年8月7日） - 第8回（2010年8月28日）の間はゲストパーソナリティー、第15回（2010年10月16日放送）からレギュラーパーソナリティー
- のーてんき武田 : ガイナックス取締役統括本部長
- ゆんぴょう : ガイナックス社員

### ゲストパーソナリティー
- 田中哲弥 : 第1回（2010年7月10日） - 第4回（2010年7月31日）
- 川澄綾子 : 第9回（2010年9月4日）、第10回（2010年9月11日）
- 福井裕佳梨 : 第11回（2010年9月18日）、第12回（2010年9月25日）
- 中尾隆聖 : 第13回（2010年10月2日）、第14回（2010年10月9日）

### ゲスト
- 福井裕佳梨 : 第23回（2010年12月11日） - 第25回(2010年12月25日）、第77回（2012年1月1日） - 第79回（2012年1月14日）
- 金田朋子 : 第31回（2011年2月5日）、第32回（2011年2月12日）
- 山本麻里安 : 第46回（2011年5月28日）、第47回（2011年6月4日）
- 田中哲弥 : 第52回（2010年7月9日）、第53回（2011年7月16日）
- 山賀博之 : 第64回（2011年10月1日）、第65回（2011年10月8日）「米子映画事変」公開録音

## コーナー

### 現行
- 小料理屋ガイナックス
  - ガイナックスへの質問や取り上げてほしいガイナックス作品を募集。
- 中二外伝日記（第30回 - ）
  - 中学生、中学校2年生になりきって悩みを募集。
- 今夜もイけるっおかずベスト50
  - 聞いただけで下半身が元気になりそうな言葉、エロの匂いがする言葉を募集。
- ティアンポマンラボ（第66回 - ）
  - 米子映画事変にて誕生したゆるキャラ、ティアンポマンの設定を募集するコーナー
- ランキング電波（第73回 - ）
  - 下調べも、聴きこみも、裏付けもない状態で、出されたお題に勝手にランキングをつけていくコーナー
- ふつおた

### 終了
- 小惑星探査機ガヤブサ（第3回 - 第13回）
  - 探査機が小惑星で拾ってきたであろう宇宙人の「つぶやき」を募集。
- マイベスト『○○&○○with○○』（ - 第28回）
  - 『パンティ&ストッキングwithガーターベルト』に因んだ企画。○○と○○の他に○○があれば最高というものを募集。アニメ本編が終了したため終了。
- 小劇団ユキトモ（第30回 - 第67回）
  - リスナーからショートストーリーを送ってもらい即興で役作りをするコーナー(裏テーマはサエキトモのリハビリ)
- しったかぶり姫（ - 第70回）
  - 何でも知ったかぶりで話す"しったか姫"のサエキ、"ぶり姫"の松岡に説明してほしいキーワードを募集。飽きたので終了。

### 一回のみのスペシャルコーナー
- 母の日直前スペシャル「おとなになった今だから言えるおかんへのありがとう川柳」(第43回)
  - 感謝の気持を込めて作っていくのだが…。
- おでこでポンクイズ(第46回)
  - 何でおでこを叩いているか当てるクイズ。非常に地味。

## ティアンポマンについて
ティアンポマン2011声 - ゆんぴょう
ティアンポマン2012声 - 福井裕佳梨
米子映画事変にてガイナックス電波のゆるキャラを考えるコーナーで誕生した。
公式ページでその姿を確認することができる。
PNスカイフィッシュ７号が考えた、「キアンタマンという相棒がいる」という設定が2012年1月21日に加わる。

## イベント
- 2010年11月14日に開催された、「第9回Games Japan Festa 2010」において公開録音が行われた（2010年11月27日、12月4日放送分にて放送）。
- 2011年9月28日に開催された、「米子映画事変」において公開録音が行われた（2011年10月1日、10月8日放送分にて放送）。

## 特別放送
- 1314-STATION 15周年記念特別番組 Vステゆく年くる年〜皆様あってのラジオ大阪でございます〜（2011年12月31日 - 2012年1月1日年越し放送）
  - サエキとヒデキ(k*hideki)と寺川愛美が年越し放送を行った。
  - 松岡は放送日時に番組いけなかったため某所から電話で登場。
  - のーてんき武田とゆんぴょうが大阪の住吉大社からレポートを行った。

## 放送時間
- ラジオ大阪 毎週土曜日24:00 - 24:30（制作局）
- 文化放送 毎週土曜日26:30 - 27:00（『文化放送ホームランナイター』延長時には休止・番組返上になることがあった）
- DARAZ FM 毎週日曜日24:00 - 24:30（2012年11月以降、OBCウェブサイトへの掲載はなし）

2011年3月12日は、OBC・文化放送とも東北地方太平洋沖地震に関する報道特別番組（OBCはニッポン放送からのネット受け）のため休止となった。
DARAZ FMはコミュニティFMインターネット配信サイトサイマルラジオにて全国配信されている。